# Llista d'alcaldes de Bétera
L'Alcalde de Bétera és la màxima autoritat política de l'Ajuntament de Bétera. D'acord amb la "Llei Orgànica 5/1985", de 19 de juny, del "Règim Electoral General" (actualment en vigor) l'alcalde és elegit per la corporació municipal de regidors, que al seu torn són triats per sufragi universal pels ciutadans de la ciutat de Bétera amb dret a vot, mitjançant eleccions municipals celebrades cada quatre anys. En la mateixa sessió de constitució de la Corporació es procedeix a l'elecció de l'Alcalde, podent ser candidats tots els regidors que encapçalen les corresponents llistes. És proclamat electe el candidat que obté la majoria absoluta dels vots. Si cap d'ells obté aquesta majoria, és proclamat Alcalde el regidor que encapçala la llista més votada.
El tractament protocol·lari per a l'alcalde de Bétera és d'Excel·lentíssim/a Senyor/a per la qual cosa, l'actual alcaldessa seria l'Excel·lentíssima Senyora Na María Elia verdevio i Escrivá.

## Llista d'alcaldes[calcitació]
| Nom | Nom                                | Inici               | Fi                  |
| --- | ---------------------------------- | ------------------- | ------------------- |
|     | Bautista Martínez Salavert         | 1883                | 1885                |
|     | Luis Inglés García                 | 1885                | 1889                |
|     | José Ricart Doménech               | 1889                | 1890                |
|     | José Ibáñez López                  | 1890                | 1891                |
|     | Francisco López Dasí               | 1891                | 1893                |
|     | Salvador Ricart Doménech           | 1893                | 1895                |
|     | Felipe García Montagut             | 1895                | 1899                |
|     | José Inglés García                 | 1899                | 1901                |
|     | Salvador Ricart Llistó             | 1901                | 1903                |
|     | Vicente Martínez Salavert          | 1903                | 1905                |
|     | Abdon Aloy Fenollosa               | 1905                | 1909                |
|     | Mateo Ricart Ibáñez                | 1909                | 1911                |
|     | Felipe García Montagut (2n Mandat) | 1911                | 1913                |
|     | Mateo Ricart Ibáñez (2n Mandat)    | 1913                | 1915                |
|     | Vicente Aloy Fenollosa             | 1915                | 1917                |
|     | Salvador Ricart Llistó (2n Mandat) | 1917                | 1921                |
|     | Vicente Aloy Fenollosa (2n Mandat) | 1921                | 1923                |
|     | Blai Ramon Ibáñez                  | 1923                | 1926                |
|     | Juan Bautista García Garrido       | 1926                | 1929                |
|     | Higinio Pérez García               | 1929                | 1931                |
|     | Vicente Ten Navarro                | 1931                | 1934                |
|     | José Broseta Izquierdo             | 1934                | 1935                |
|     | Carlos Garay Fuster                | 1935                | 1937                |
|     | Juan Martí Torrent                 | 1937                | 1937                |
|     | Ventura Picher Mainero             | 1937                | 1938                |
|     | Matías Campos Aparisi              | 1938                | 1939                |
|     | José María Leal Gil                | 1939                | 1940                |
|     | Félix Asensi Torrent               | 1940                | 1943                |
|     | Rafael Ramon Campos                | 1943                | 1948                |
|     | Manuel Ricart Martínez             | 1948                | 4 d'abril de 1952   |
|     | Manuel Aloy Ranch                  | 4 d'abril de 1952   | 12 de maig de 1957  |
|     | Juan Bautista Torrent Salavert     | 12 de maig de 1957  | 11 de maig de 1968  |
|     | Francisco Alufre García            | 11 de maig de 1968  | 1 de febrer de 1976 |
|     | Francisco Fuentes Gómez            | 1 de febrer de 1976 | 19 d'abril de 1979  |

### Etapa democràtica
| Nom | Nom                                   | Retrat | Inici de mandat      | Fi de mandat                           | Partit                                    |
| --- | ------------------------------------- | ------ | -------------------- | -------------------------------------- | ----------------------------------------- |
|     | Vicente Cremades Alcácer              |        | 19 d'abril de 1979   | 15 de juny de 1991 (12 anys, 57 dies)  | Partit Socialista del País Valencià-PSOE  |
|     | José Campos Pérez                     |        | 15 de juny de 1991   | 17 de juny de 1995 (4 anys, 2 dies)    | Partit Socialista del País Valencià-PSOE  |
|     | Vicente Cremades Alcácer segon mandat |        | 17 de juny de 1995   | 3 de juliol de 1999 (4 anys, 16 dies)  | Unió i Progrés Independent de Bétera      |
|     | Amparo Doménech Palau                 |        | 3 de juliol de 1999  | 14 de juny de 2003 (3 anys, 346 dies)  | Unió i Progrés Independent de Bétera      |
|     | Joan Josep Baudés Llistó              |        | 14 de juny de 2003   | 12 de juliol de 2003 (0 anys, 28 dies) | Bloc Nacionalista Valencià                |
|     | José Manuel Aloy Martínez             |        | 12 de juliol de 2003 | 11 de juny de 2011 (7 anys, 334 dies)  | Partit Popular de la Comunitat Valenciana |
|     | Germán Cotanda Gil                    |        | 11 de juny de 2011   | 13 de juny de 2015 (4 anys, 2 dies)    | Partit Popular de la Comunitat Valenciana |
|     | Cristina Alemany Campos               |        | 13 de juny de 2015   | 15 de juny de 2019 (4 anys, 2 dies)    | Compromís                                 |
|     | Maria Èlia Verdevío Escrivà           |        | 15 de juny de 2019   | En el càrrec                           | Partit Popular de la Comunitat Valenciana |